# Katari Turisztikai Hatóság
A Katari Turisztikai Hatóság (Quatar Tourism Authority, QTA) Katar egyik kormányzati szerve, amely a katari turizmus fejlesztésével és népszerűsítésével kapcsolatos szabályok, rendeletek és jogszabályok létrehozásáért és adminisztrációjáért felelős. Ez a minisztérium felelős a turistalátványosságokért, a turisták szálláshelyeiért, Katar idegenforgalmának kiterjesztéséért és változatosabbá tételéért, valamint azért, hogy megnövelje az idegenforgalom szerepét az ország GDP-jében, jövőbeli növekedésében és társadalmi fejlődésében.
A QTA munkáját a Katari Nemzeti Turisztikai Ágazati Stratégia 2030 (QNTSS) határozza meg, amely 2014 februárjában jelent meg, és amely kidolgozott tervet tartalmaz a jövő fejlesztéseivel kapcsolatban.